# Törnen ofta foten stinger
Törnen ofta foten stinger är en sång med text och musik från 1920 av Sidney E Cox, översatt till svenska 1924 av John Appelberg och texten bearbetades 1958 av Karin Hartman. 

## Publicerad i
- Frälsningsarméns sångbok 1968 som nr 424 under rubriken "Erfarenhet och vittnesbörd".
- Frälsningsarméns sångbok 1990 som nr 654 under rubriken "Strid och kallelse till tjänst".